# Виктор Орбан
Виктор Орбан (мађ. Orbán Viktor; Стони Београд, 31. мај 1963) мађарски је политичар. Од 2010. године обавља функцију председника Владе Мађарске, коју је претходно држао од 1998. до 2002. Такође је од 1993. председник странке Фидес, с кратком паузом између 2000. и 2003.
Орбанова друга влада спровела је велике уставне и правне реформе у Мађарској. Позиционирао се као чврст заговорник суверенизма, у неколико наврата је долазио у сукоб са Европском унијом. Током свог мандата, посебно је ојачао односе између Мађарске и Русије.
Противи се илегалној миграцији. Његова влада је, као одговор на европску мигрантску кризу, изградила жичану ограду на граници између Мађарске и Србије. Мађарски грађани су на референдуму одбацили план Европске уније о мигрантским квотама, који би омогућио распоређивање избеглица на територији земаља чланица.
Због свог умереног евроскептицизма, популистичке реторике и пропагирање концепта илибералне демократије, Орбан је постао један од најутицајнијих лидера у Европској унији.

## Детињство и младост
Рођен је 31. маја 1963. године у Стоном Београду. Дипломирао је право 1987. године на Универзитету у Будимпешти, а неко време је студирао и на Универзитету у Оксфорду. Иако протестант, познат је по свом добром односу са вођама свих већих религија у Мађарској.

## Политичка каријера
Један је од оснивача странке Фидес (што је скраћеница за Алијансу младих демократа), које је основана 30. марта 1988 године. Постао је познат по говору који је одржао 1989. године на тргу Хероја у Будимпешти на коме је тражио одржавање слободних избора и одлазак совјетских трупа из Мађарске.
Од 1990. године постаје посланик у Мађарском парламенту и председник Фидеса, који из либералне претвара у конзервативну партију.
У октобру 2002. године Орбан постаје потпредседник Европске народне партије (ЕПП, енгл. European People Party).

## Прва влада (1998—2002)
Фидес побеђује на изборима 1998. године и осваја 42% гласова, и улази у коалицију са Мађарским демократским форумом, обећавајући измене здравственог система као противмеру програму штедње који је спроводила бивша влада Социјалистичке партије и Алијанса слободних демократа. Са 35 година, Виктор Орбан постаје други најмлађи премијер Мађарске.
Орбанова економска политика огледала се у смањењу пореза и социјалног осигурања, што је смањило инфлацију и незапосленост. Влада је најавила намеру да настави са програмом социјалистичко-либералне владе којим би се БДП повећао за 4,5%. Бивша влада је скоро завршила цео програм приватизације друштвених предузећа и створила нови пензиони фонд.
Нова влада је одмах покренула радикалне реформе државне администрације, реорганизовала министарства и створила супер-министарство економије. Према немачком моделу, Орбан је ојачао кабинет премијера, и именовао министра који би пратио рад кабинета премијера.
Мађарска, заједно са Пољском и Чешком, постаје чланица НАТО-а 1999. године. Мађарска је одмах морала да учествује у операцијама НАТО-а против суседне Југославије.
Економски успех прве Орбанове владе, огледао се у смањењу инфлације од 15% 1998. године на 3,8% 2001. године. Такође у то време постојали су реални изгледи да Мађарска постане и чланице Еврозоне 2009. године. Међутим, преговори око уласка Мађарске у Европску унију успорени су у јесен 1999. године када је ЕУ одлучила да прими још шест држава.
Многобројни политички скандали током 2001. године довели су до распада коалиције. Скандал око примања мита у фебруару довео је до подизања оптужница против Независне странке закупаца (FKGP). Ова афера довела је до смењивања Јожефа Торгиања и са места председника ФКГП-а и министра пољопривреде.
Ниво подршке политичким партијама почео је да стагнира, чак и за време парламентарних избора 2002. године Фидес и њихов највећи противник Социјалистичка партија, били су раме уз раме, готово целе године, обе странке имале су око 26% гласова подршке. Према Галуповом истраживању из септембра 2001. године. Фидес би добио подршку 33% гласача, Социјалисти 28%, а остале опозиционе партије свака по 3%. Међутим, ФКГП, је спао са 14% у 1998. години на 1% у 2001. године.
Након што су социјалисти изабрали Петера Међешија, за свог кандидата за премијера, опозиционе партије добиле су већу подршку.
Мађарска је привукла пажњу страних медија због доношења закона по коме су преко три милиона грађана мађарске националности који живе у суседним земљама (Румунија, Словачка, Србија, Хрватска, Словенија и Украјина) добили двојно држављанство, чиме су такође и добили право на бенефиције у здравство, образовању и запошљавању у матичној земљи. Тиме је Орбанова влада покушала да санира по Мађарску штетне ефекте Тријанонског уговора из 1920. године.
Избори 2002. године били су проглашени за најважније у Мађарској. Орбанова коалиција изгубила је од опозиционе Социјалистичке партије и њених савезника либералне Алијансе слободних демократа. Излазност је била рекордних 73,5%.
Осим ове три партије у парламент је ушао само још Мађарски демократски форум, док су Орбанови коалициони партнери, популистичке Независна партија закупаца и Мађарска партија правде и живота остале без заступника у парламенту.

## Опозиција 2002—2010.
На парламентарним изборима 2006. године Орбан је такође био кандидат партије Фидес, али обзиром да је Фидес поражен и на овим изборима, Орбанова политичка будућност била је доведена у питање.
На изборима за Европски парламент 2009. године Фидес на челу са Орбаном односи убедљиву победу са освојених 56,36% или 14 од укупно 22 места које има Мађарска. Овакав резултат је претпостављао и убедљиву победу на изборима за мађарски парламент 2010. године на којима партија Фидес у првом кругу осваја 206 места, укључујући и свих 119 појединачних места. После другог круга освојили су укупно 263 од укупно 386 места у парламенту.
Нова Орбанова влада одмах је наставила са радом на доношењу закона о двојном држављанству, у чему им је највећи противник била словачка влада на челу са бившим премијером Робертом Фицом.
Међутим Словачки парламент одобрио је закон у мају 2010, али са одредбом да сваки грађанин Словачке који узме држављанство неке друге земље губи право на словачко држављанство.

## Друга влада 2010—
Већина коју је Орбан Фидес освојио на изборима 2010. обезбедила му је довољан број гласова у парламенту за промену устава. Сходно томе, уставним изменама, у мађарски устав унет је члан који афирмише традиционалан брак.
Током свог другог мандата, Орбанова влада доноси многе нове законе, укључујући и контроверзну реформу изборног система којом је смањен број посланика у парламенту са 386 на 199.
Други Орбанов мандат обележио је сукоб са Европском унијом, и честе Орбанове изјаве у којима осуђује идеју федералне европе. Орбан се позиционирао као пропонент јаке националне државе, очувања Хришћанске културе и традиционалних вредности, истовремено се противећи Нео-Либерализму у економији.
Орбанове монетарне мере имале су за циљ већу независност Мађарске од Европске централне банке (ЕЦБ) али и смањивање јавног дуга, који се драстично повећао у периоду између 2009. и 2012.
Орбанова влада увела је пропорционални порез на лични доходак, са пореском стопом од 16%.
На Мађарским парламентарним изборима 2014. Орбанов Фидес освојио је апсолутну већину, захваљујући измењеном изборном систему, чиме је Фидесу припало 133 од укупно 199 места у мађарском парламенту. Иако је Фидесу припало више места у парламенту у поређењу са изборима из 2010, Фидес је 2014. освојио 44,54% гласова, док је 2010. освојио 52,73%.
Током свог другог мандата, Орбан је на мети критичара због идеје илибералне демократије коју заговара, а коју његови опоненти, како у земљи тако у иностранству карактеришу као покушај ауторитарне владавине.
На парламентарним изборима 2018. Фидес је поново освојио већину у парламенту. Фидес је освојио 49,27% гласова бирача и задржао исти број места у Мађарском парламенту.

### Одговор на мигрантску кризу
Након ескалације Европске мигрантске кризе 2015. године, Орбан постаје један од најгласнијих критичара европске политике према мигрантима и имиграционе политике немачке канцеларке Ангеле Меркел. У својим изјава и јавним наступима, Орбан често наводи потребу очувања националних граница, као и своје противљење неконтролисаној миграцији. Орбан се истовремено залаже за очување мађарског националног идентитета.
Орбанова влада наложила је изградњу жичане ограде на граници Мађарске и Србије, са циљем заустављања прилива илегалним имиграната који су преко Балканске руте (Грчка, Македонија, Србија) улазили у Мађарску, на свом путу ка Немачкој и осталим земљама западне Европе.

### Односи са Русијом
Током свог другог мандата, Орбан постаје један од главних савезника руског председника Владимира Путина унутар Европске уније. Економски односи Мађарске и Русије у сталном су успону, а Орбан и Путин састали су се неколико пута, што је довело до протеста у Будимпешти. Орбан такође заговара укидање санкција које је Европска унија увела Русији због кризе у Украјини, а један је од главних пропонената изградње гасовода Јужни ток чији је један крак требало да пролази кроз Мађарску.
Ипак, Орбан је путем билатералних споразума са Русијом обезбедио снабдевање руским гасом, које је од виталног значаја за Мађарску, будући да та земља већину својих потреба за природним гасом задовољава увозом из Русије.
Почетком 2014. године, Орбан је са руским председником уговорио значајно проширење мађарске нуклеарне електране Пакш.

### Односи са Србијом
У односима са Србијом, Орбан подржава европске интеграције Србије, а током последњих неколико година, Србија и Мађарска бележе изузетно добре међусуседске односе.
Орбан се у Нишу састао са српским премијером Александром Вучићем где је одржан заједнички састанак две владе.
Орбан је подржао настојања Србије да се придружи Европској унији, али и најавио могућност мађарских инвестиција у Србији. Двојица премијера разговарали су о заједничкој енергетској политици две државе као и о мигрантској кризи.

### Референдум о мигрантским квотама
Орбан је 24. фебруара 2016. објавио да ће Мађарска влада иницирати одржавање референдума о прихватању обавезних мигрантских квота за размештање миграната које је прописала Европска унија. Неслагање Орбанове владе са мигрантском политиком Брисела нагнало је Орбана да одбаци мигрантске квоте. Орбан је рекао да ће влада позвати грађане да гласају против мера ЕУ на референдуму.
Парламент је подржао владину иницијативу, упркос противљењу дела опозиције, а овакву одлуку потврдио је и Уставни суд, па је мађарски председник, Јанош Адер, расписао референдум за 2. октобар.
Референдум није успео, будући да није гласало 44% гласача, мање од потребних 50%. Ипак, чак 98,36% изашлих бирача одбацило је мигрантске квоте.
Орбан је изјавио да су резултати референдума "изванредни" и додао да је број оних који су гласали за одбацивање мигрантских квота већи од броја оних који су гласали за улазак Мађерске у ЕУ 2004.
Орбан је најавио промену уставу, истакавши да "вољу народа треба унети у највиши правни акт земље". Том приликом Орбан је изјавио:
Остварили смо велики резултат. Данас смо кренули на дугачак пут. Направили смо први, најзначајнији корак. На том путу нас чекају тешке борбе и сукоби. Након славља треба да урадимо две ствари. Прво, да вољу народа преточимо у законе. Наредних дана ћу предложити парламенту измене Устава.
Део опозиције критиковао је одржавање референдума, док га је део Европске јавности тумачио као први корак ка напуштању ЕУ.
Референдум је критиковао и председник Европског парламента, Мартин Шулц, назвавши га опасном игром.
Мађарски парламент је 8. новембра 2016. одбацио је предлог уставног амандмана којим би се мигрантима забранило да се настањују у Мађарској. Предлог није добио потребну подршку у парламенту јер је имао два гласа мање од неопходне двотрећинске већине.

## Политички ставови
Орбанову политику често описују као Евро-скептичну и популистичку а његову владу као Национално-конзервативну. Честа су поређења Орбана и његових политичких ставова са оним лидерке француског Националног фронта, Марин Ле Пен, британског премијера Дејвида Камерона, лидера пољске партије Право и правда Јарослава Качинског, италијанског премијера Матеа Ренција као и републиканског председничког кандидата у САД Доналда Трампа, турског председника Реџепа Тајипа Ердогана и руског председника Владимира Путина.
Амерички магазин Политико наводи да Орбанова политичка филозофија укључује јако неповерење према европском владајућем естаблишменту и пропагира бескомпромисну одбрану националног суверенитета.
У једном од својих најважнијих јавних говора, Орбан је одбацио на западу доминантну теорију либералне државе као слободне заједнице појединаца. По Орбановом мишљењу, држава је одговорна за организацију, оснаживање и чак конструкцију националне заједнице и треба да има јаку регулаторну улогу, насупрот концепту либералне државе усвојеном у већини модерних западних земаља, у коме је мешање државе (посебно у економији) виђено као непожељно и у коме је државна интервенција прихватљива само као крајња и неопходна мера.
Ипак, тип државе коју пропагира Орбан, није у супротности са традиционалним либералним идејама поштовања грађанских права али назван је "илибералним" будући да посматра заједницу, а не појединца, као основну политичку јединицу.
У теорији, Орбанова идеја "илибералне демократије" промовише националну самодовољност, национални суверенитет, одбрану традиционалног концепта породице и пуно право на запошљавање, као и очување културног идентитета и Хришћанског наслеђа Европе.
У својим говорима, Орбан наводи како је западни концепт либералне демократије у дубокој кризи, и да се свет налази у фази промене глобалног модела и да од униполарног светског поретка на челу са САД долази до постепене трансформације ка мултиполарном поретку у коме ће доћи до баланса између неколико глобалних сила, попут САД, Русије и Кине. Орбан заговара сарадњу са земљама БРИКС-а, посебно Русијом и Кином.
Орбанов други и трећи премијерски мандат предмет је великих контроверзи и у Мађарској и ван ње, а његови политички ставови наилазе на различите одзиве. Док његове присталице описују Орбана као суверенисту и присталицу очувања националног идентитета и економске независности, његови опоненти оштро критикују његове уставне реформе, контроверзне медијске законе на које гледају као покушај смањивања слобода и јачање ауторитарне владавине. Поједини критичари Орбана стога описују као иредентисту, популисту, путинисту, чак и диктатора.
Други га карактеришу као тренутно најјачи експонент европске деснице и евроскептицизма.
Патријарх српски Порфирије га је одликовао 2022. орденом Светог Саве 1. степена, због залагања за очување традиционалних хришћанских вредности. На свечаној академији поводом Дана Републике Српске 2023. године додељен му је Орден Републике Српске на огрлици.